# Fenwood Road (Metro de Boston)
Fenwood Road  es una estación en el Ramal E de la línea Verde del Metro de Boston. La estación se encuentra localizada en Avenida Huntington y Fenwood Road en Boston, Massachusetts. La Autoridad de Transporte de la Bahía de Massachusetts es la encargada por el mantenimiento y administración de la estación.

## Descripción
La estación Fenwood Road cuenta con Aceras y 2 vías. 

## Conexiones
La estación es abastecida por las siguientes conexiones: 
- Rutas de autobuses: 39 y 66